# Косолистник криволистий
{{#ifeq:0|0|{{#if:Plagiothecium curvifolium|{{#if:|[[]}}|[[]]}}}}
Косолистник криволистий (Plagiothecium cavifolium) — вид мохів порядку гіпнобрієвих (Hypnales).

## Поширення
Ареал охоплює такі частини світу: Європа, Північна Америка, Азія.

## Галерея

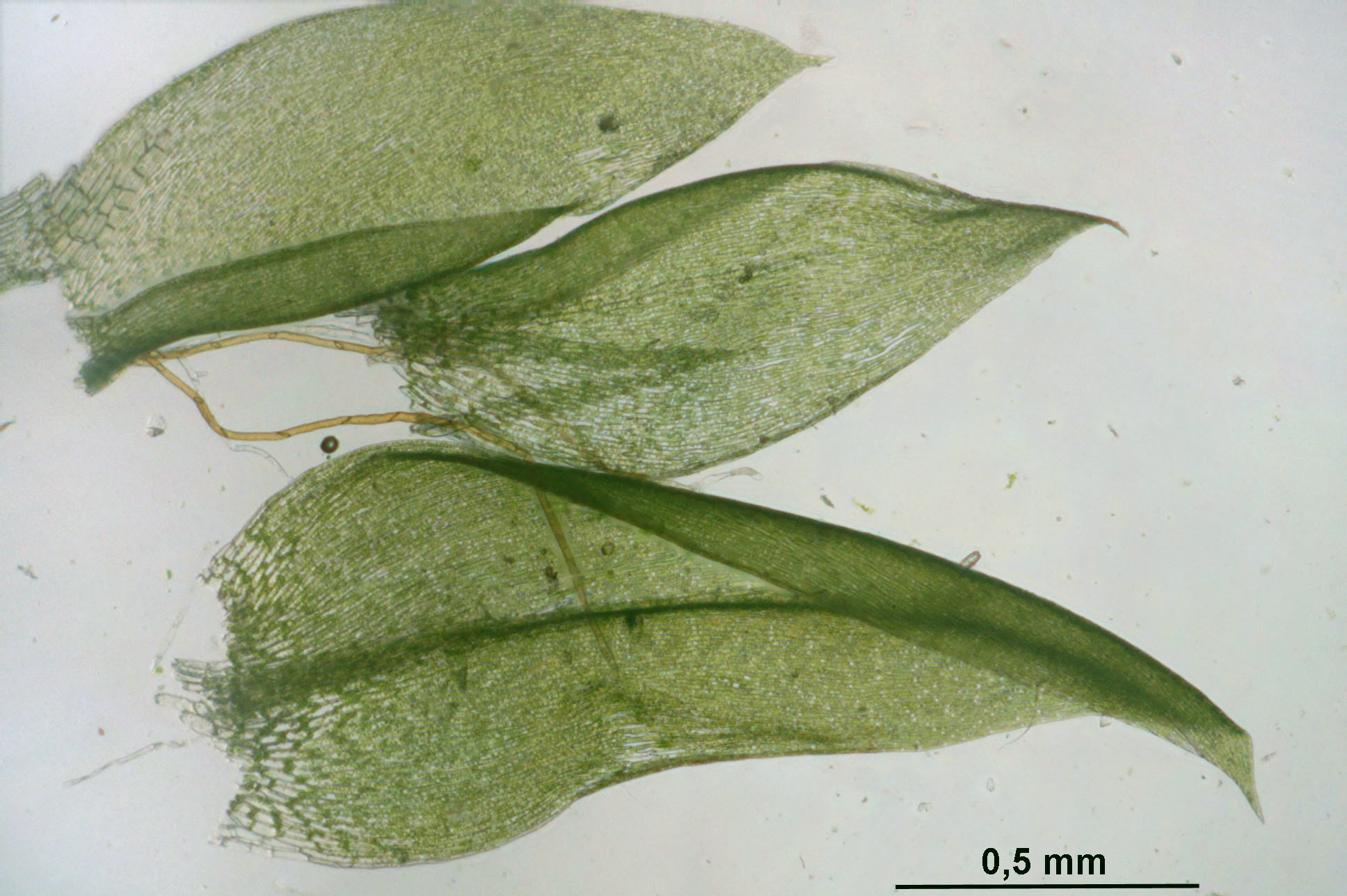
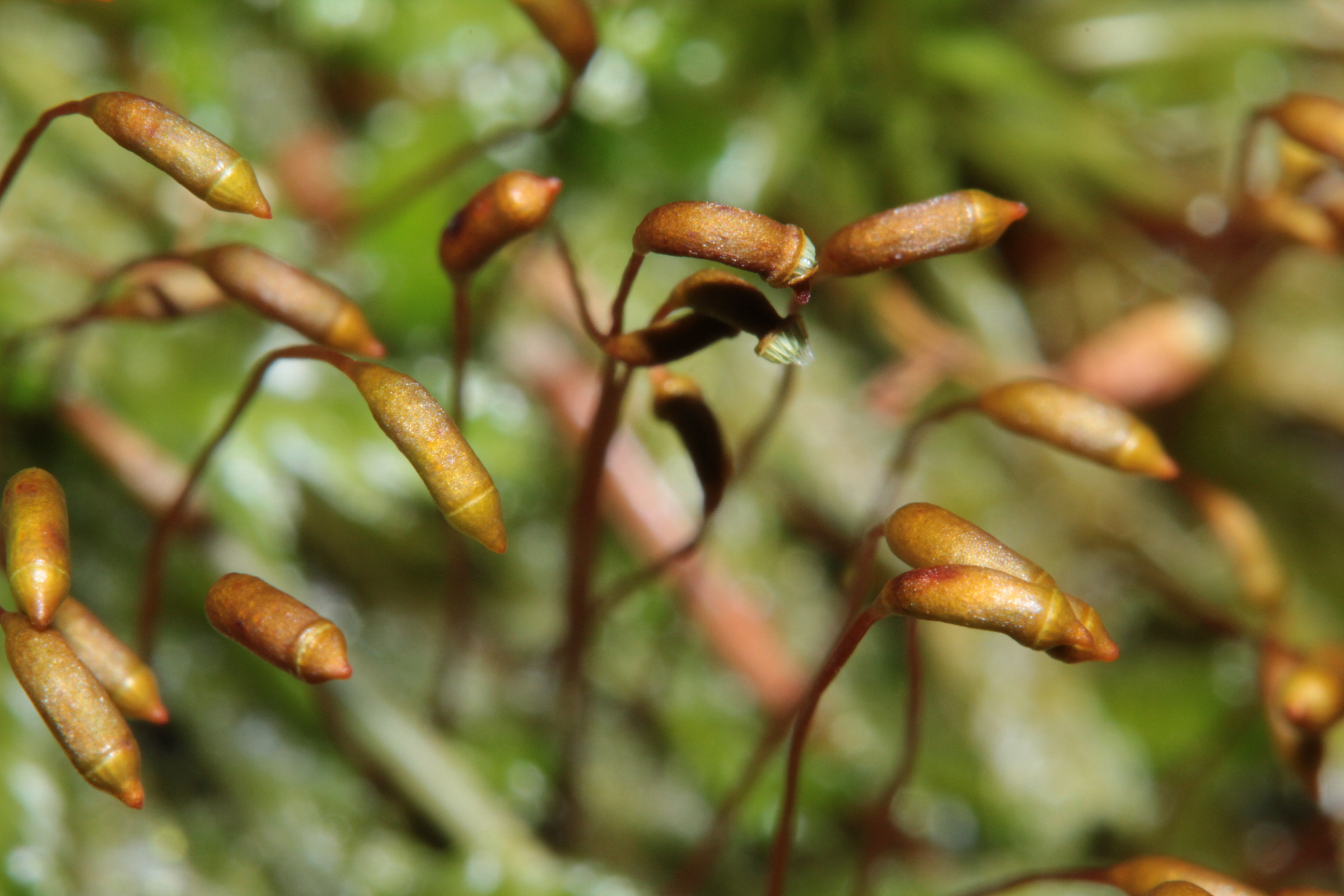
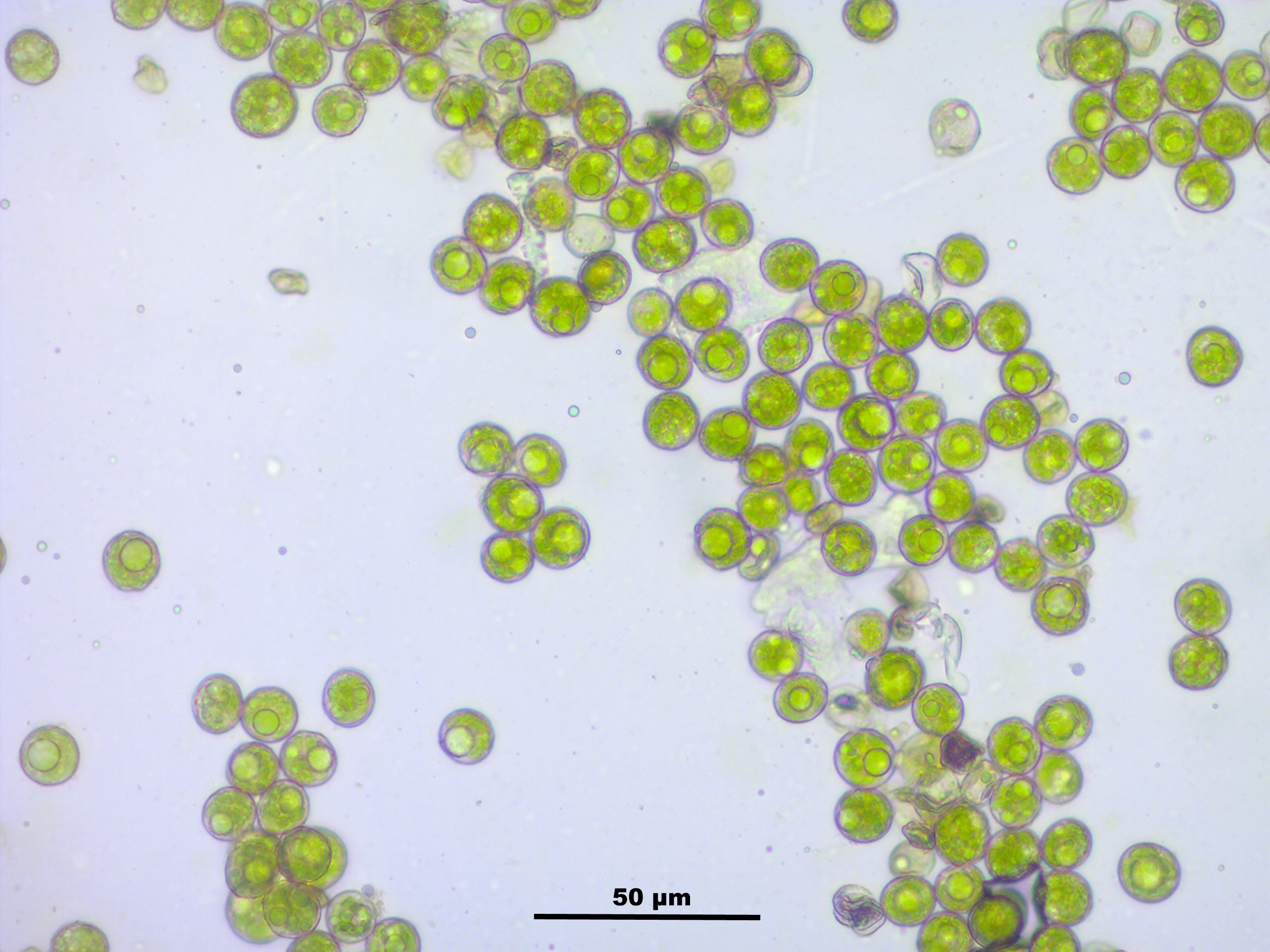